# Moody Jones
Moody Jones (Earle, 8 april 1908 – Chicago, 23 maart 1988) was een Amerikaanse bluesmuzikant (zang, gitaar, bas).

## Biografie
Opgegroeid met de kerk, ontwikkelde hij al op jonge leeftijd interesse in muziek en leerde hij gitaar spelen, nadat zijn broer een oude kapotte gitaar kocht voor $3. Toen hij bekwaam genoeg was, begon hij te spelen voor countrydansen.
In 1939 arriveerde hij in Chicago, waar hij een van de vele muzikanten was die op Maxwell Street en op niet-vakbondlocaties speelden, die een belangrijke rol speelden bij de ontwikkeling van het naoorlogse Chicago-bluesgeluid. Hij trad vaak op met zijn eerste neef, de zanger en gitarist Floyd Jones. Tegen het einde van de jaren 1940 was hij in staat om elke gewenste muziek te spelen en had hij piano, banjo en bas leren spelen (inclusief een zelfgemaakte bas gevormd uit een wastobbe, een bezemsteel en een waslijn), in toevoeging aan de gitaar. Hij werd door zijn tijdgenoten beschouwd als de beste gitarist in het Chicago-circuit. De bekende steelgitarist Muddy Waters waarschuwde Jones om niet 'gek te doen met die slide', toen hij op een avond bij Waters' band zat.
Jones is belangrijk en meest bekend door de singles die hij opnam in 1948 met zijn neef Floyd Jones en de harmonicaspeler Snooky Pryor, die een van de eerste geregistreerde voorbeelden van de nieuwe stijl waren. Het nummer Snooky and Moody's Boogie zou de inspiratie zijn geweest voor de hit Juke van Little Walter uit 1952. Jones maakte verdere opnamen voor JOB Records in de vroege jaren 1950 met begeleidende muzikanten als Snooky Pryor en Johnny Shines. Hij zong drie nummers tijdens een sessie uit 1952, maar deze werden destijds niet vrijgegeven (omdat volgens Jones de eigenaar van het label, Joe Brown, zijn stem te ruw vond). Een van de nummers, Rough Treatment, werd opgenomen door de zanger en gitarist Little Hudson (Hudson Shower) en werd het jaar daarop bij hetzelfde label uitgebracht.
Na 1953 stopte Jones met blues spelen en trad hij toe tot een gospelgroep. Tegen 1955 was hij pastoor van een gewijde kerk geworden.

## Overlijden
Moody Jones overleed in maart 1988 op bijna 80-jarige leeftijd.
- Bibliothèque nationale de France: cb138957379 (data)
- Gemeinsame Normdatei: 1121713017
- International Standard Name Identifier: 0000 0000 3691 1210
- Library of Congress Control Number: n94021264
- MusicBrainz: 65bf048c-e721-4d4a-a42e-8901467a3524
- Virtual International Authority File: 74037944
- WorldCat: E39PBJp67mXCHGTFKPdf7vrrMP